# Archidium johannis-negrii
Archidium johannis-negrii là một loài rêu trong họ Archidiaceae. Loài này được Tongiorgi mô tả khoa học đầu tiên năm 1939.